# Климчак, Эдвард
Эдвард Станислав Климчак (пол. Edward Stanisław Klimczak; 5 апреля 1944, Кельце — 15 апреля 2011, Берлин) — польский филолог, университетский преподаватель, диссидент и политэмигрант времён ПНР. Демократический социалист, неотроцкист. Организатор европейских кампаний в поддержку движения Солидарность, советник президента Польши в изгнании.

## Преподавание
Окончил Экономический университет в Катовице, Ягеллонский университет и Лодзинский университет. Получил специальности менеджера по туризму, преподавателя русской и английской филологии. В 1967—1973 годах преподавал русскую литературу и английскую грамматику в Лодзинском университете.
В 1973 году отправился в рабочую командировку в ФРГ. Преподавал русский и английский языки в Саарском университете (Саарбрюккен) и в гимназии имени Карла Боша (Людвигсхафен-ам-Райн). С 1976 года обосновался в Западном Берлине, преподавал русский и английский в Свободном университете Берлина.

## Зарубежная поддержка «Солидарности»
Эдвард Климчак в ранней молодости состоял в ПОРП, но придерживался левых взглядов, близких к неотроцкизму. Был сторонником идей демократического социализма. С 1980 года примкнул к Солидарности, поддерживал левое крыло независимого профдвижения и Польскую социалистическую партию труда Эдмунда Балуки.
14 декабря 1981 года, на другой день после введения военного положения в ПНР, Эдвард Климчак создал в Западном Берлине Комитет защиты Солидарности (KOS). При поддержке студенческих троцкистских групп и польских эмигрантов он организовал массовые акции протеста против военного режима ПНР. В январе 1982 Эдвард Климчак при участии троцкистов начал издавать Biuletyn KOS (c 1983 — Pogląd). Средства на издания были получены от американского профобъединения АФТ-КПП. KOS был преобразован в общественную организацию Towarzystwo Solidarność, установившую тесную связь с базирующимся в Лондоне Правительством Польши в изгнании.
Особые усилия прикладывались к тому, чтобы убедить западногерманское общество в перспективах польского оппозиционного движения, доказать его значение для Европы в целом.

Прагматичные немцы больше верили в Кремль и его атомную мощь, чем бастующие рабочие Польши.

Эдвард Климчак

Эдвард Климчак стал одним из лидеров польской политической эмиграции. С 1983 — член Совета при президенте Польши в изгнании Эдварде Рачиньском. Организовывал контакты членов эмигрантского правительства с западноберлинской общественностью. Активно сотрудничал с французскими троцкистами из социалистического профобъединения Force Ouvrière, прежде всего в защите Эдмунда Балуки.

## Участие в польском противостоянии
На протяжении 1980-х Эдвард Климчак оказывал разностороннюю помощь польскому оппозиционному подполью. Сотрудничал с движением Борющаяся солидарность Корнеля Моравецкого. Занимался прежде всего организацией распространения в Польше нелегальной литературы. Среди связей Климчака в Польше особое место занимала Ядвига Хмелевская.
Деятельность Эдварда Климчака вызывала серьёзное беспокойство спецслужб Варшавского договора. Оперативные мероприятия против Климчака и его организации осуществляла не только Служба безопасности ПНР, но и восточногерманская Штази.
При проведении первых альтернативных выборов июня 1989 года Эдвард Климчак был организатором голосования в зарубежном округе Западного Берлина (для польских граждан, находившихся за границей). В декабре 1990 года выполнял ту же функцию на выборах президента Польши. В первом случае поддерживал Гражданский комитет Солидарность, во втором Леха Валенсу.

## Награждение
Эдвард Климчак не вернулся в Польшу на постоянное жительство. В середине 1990-х преподавал польский язык и литературу в Великобритании, в 2004—2009 — в Берлине.
11 декабря 2009 года указом президента Польши Леха Качиньского Эдвард Климчак был награждён Орденом Заслуг перед Республикой Польша (в церемонии награждения участвовал видный деятель «Солидарности» сенатор Ян Рулевский и его жена Катажина Шотт-Рулевская). Удостоен также медали «Солидарности» «За заслуги в борьбе за независимость Польши и права человека».
Эдвард Климчак скончался в германской столице в возрасте 67 лет. В откликах соратников он характеризовался как «неукротимый воин свободной Польши».